# Видеотекс
Видеотекс (англ. Videotex) — разработанная в 1970-е годы в Великобритании система доступа к автоматизированным базам данных на основе использования телефонной линии и подключаемой к ней клавиатуры-терминала и телевизора.

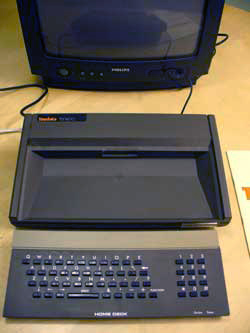
Британский терминал системы видеотекса Prestel

Система была введена в эксплуатацию компанией British Telecom. В 1974 году исследовательская лаборатория британской почтовой службы продемонстрировала систему Viewdata, первую в мире систему видеотекса, затем переименованную в Prestel. В 1979 году началась коммерческая эксплуатация системы Prestel, которая продолжалась до 1994 года.
Вскоре эта система распространилась и в других странах Западной Европы: в 1981 году Prestel International был доступен в 9 странах. В Нидерландах, Финляндии и ФРГ разрабатывались свои национальные системы, основанные на подобных технологиях.
Наибольшее развитие видеотекс получил во Франции, где эта система получила название «Минитель».

## Описание
Абонент системы, набрав номер, через АТС выходил на информационный центр. Получив вызов, ЭВМ посылала в линию сигнал, услышав который, абонент переключал телефонную линию на вход модема и получал доступ к ЭВМ через свой блок ввода данных. Для ведения диалога с ЭВМ абонент сообщал ей свой абонентский номер. После этого запрашиваемая информация выводилась на экран телевизора абонента.
Видеотекс предоставлял новости, сводки погоды, цены на товары, путеводители по театрам и кинотеатрам и т. п. Видеотекс также нашёл широкое применение в банковском деле.

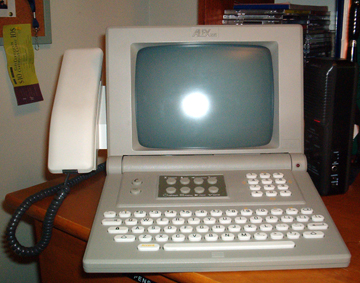
Терминал канадской системы видеотекса Alex

Видеотекс сыграл, особенно в Европе, существенную историческую роль в развитии электронной коммуникации. Именно видеотекс позволил сделать достаточно абстрактное понятие интерактивность реально применимым.
Три европейских стандарта видеотекса, официально утверждённые Европейской конференцией почтовых служб и служб связи (CEPT), отражают историю параллельного развития видеотекса в ФРГ (СЕПТ1 или ВТХ), во Франции (СЕПТ2 или Teletel) и в Великобритании (СЕПТ3 или Prestel).